# تون ديزني
تون ديزني هي قناة تبث في جميع أنحاء العالم على الكابل الرقمي والقنوات الفضائية وهي قناة تحمل العلامة التجارية التي كانت مملوكة لقنوات ديزني ورلدوايد، وهي تابعة ل مجموعة ديزني–اي بي سي التلفزيونية. القناة تكون فرع من قناة ديزني، القناة في تبث في معظم مسلسلات الرسوم المتحركة للأطفال وبعض برامج لايف أكشن. وذانت منافسة قوية  لقنوات ديسكفري كيدز، وكرتون نتورك، ونيك تونز. وكان الجمهور المستهدف للقناة هم الأطفال للذين تتراوح أعمارهم بين 2-11، والأطفال الذين تتراوح أعمارهم بين 7-14 خلال فقرة ليلية تسمى جيتكس. أغلقت تون ديزني  في 13 فبراير 2009، بعد ما يقرب من 11 عاما من البث المتواصل، وحلت محلها ديزني اكس دي، التي تبث بعض البرامج التي شوهدت سابقا على تون ديزني.

## التاريخ
أطلقت تون ديزني في 18 أبريل 1998، في الذكرى السنوية 15 عاما لانطلاق قناة ديزني، من قبل شبكة ديزني / أي بي سي على المستويات الرقمية من ديريكتف، ماركوس كابل وإيكوستر. البرنامج الأول قد بث على القناة كان The Sorcerer's Apprentice  (1940) وغيرها من قصائر ميكي ماوس. في الساعة 7 مساء في ذلك اليوم، أطلقت فقرة ليلية، «العالم السحري من تونز». مع خمسة مشغلي كابل أخرى وأمريكاست يتبعون القناة  في الأشهر القليلة المقبلة. لإطلاقها، تقاسمت القناة نصف المسلسلات المخصصة لها مع قناة ديزني. لم يكن لدى القناة أي إعلان حتى وصلت نسبة المشاهدة إلى رقم محدد.  في يناير 1999،  تم عرض الحلقة الأولى من بومبا.
بحلول سبتمبر عام 2000، كان من المتوقع أن تصل إلى 20 مليون مشترك وهكذا سيبدأ عرض إعلانات القناة. سيتم التعامل مع مبيعات الإعلان عن طريق ديزني كيدز نيتوركس. في خريف عام 2000، أطلقت ديزني أول قناة لها تون ديزني في الخارج في المملكة المتحدة.
في يونيو 2001، أطلقت تون ديزني الولايات المتحدة أكثر برامج الكرتون الطفولية بحثا.حيث كان لديها العرض الأول ل’’ الأخوة سانتا كلوز’’  على القناة في ديسمبر كانون الأول. في سبتمبر 2002، انضمت ثمانية عروض جديدة إلى قائمة برامج تون ديزني. كما أخذت بعض العروض من المخطط في نفس الوقت. مع الذكرى السنوية الخامسة في أبريل 2003، عقدت القناة مسابقة مغامرات تون ديزني السحرية  التي فاز فيها ثلاثة فائزين مع ثلاثة اسر في رحلة إلى منتجع ديزني لاند لرؤية علاء الدين  -فرقة A الموسيقية المذهلة.
في 14 فبراير 2004، بدأت فقرة جيتكس تبث على تون ديزني وكجزء من تحالف البرمجة  جيتكس مع مجموعة أي بي سي نيتوركس، فوكس كيدز أوروبا وفوكس كيدز أمريكا اللاتينية.  تحولت قناة المملكة المتحدة إلى ديزني سينماجيك في مارس 2006.
في عام 2004، أضيفت 4 أسواق جديدة لقناة تون ديزني مع ثلاثة في أوروبا مع ألمانيا بالإضافة أيضا لقناة زمنية للقناة (حيث تعرض هذه القناة البرنامج بعد ساعة من عرض على القناة الأصلية). وفي ديسمبر / كانون الأول، أطلقت قناة والت ديزني تليفيشن إنترناشونال الهند قناة تون ديزني بثلاث مسارات صوتية (الإنجليزية والتاميلية والتيلوغوية)  في نفس الوقت الذي ظهرت فيه قناة ديزني على تلفزيون ستار. في عام 2005، تم إطلاق قناة تون ديزني لبلدان الشمال الأوروبي، فضلا عن قناة أخرى لليابان. تم عرض مسار صوتي باللغة الهندية على تون ديزني في الهند في 1 سبتمبر 2005.
عرض تون ديزني / العرض السينمائي الكبير  لأول مرة في 22 ديسمبر 2006 حيث كان الفيلم الأول الذي عرضته القطار القطبي السريع (فيلم) حيث كان أعلى تصنيف للوقت في القناة مع 1.35 مليون مشاهد. في 27 يناير 2007، أطلقت تون ديزني في عطلة نهاية الأسبوع فقرة برامج بعد الظهر تسمى "The Great Toon Weekend."
في فبراير 2009، تحولت تون ديزني الولايات المتحدة إلى  ديزني اكس دي من حيث الصيغة والاسم. بعض العروض التي كانت سابقا على تون ديزني الولايات المتحدة بدأت بالبث على ديزني اكس دي الولايات المتحدة. باستثناء تون ديزني العربية، فقد  تم استبدال تون ديزني وجيتكس بحلول سبتمبر 2009 مع ديزني اكس دي أو قناة ديزني.

## الفقرات
- العرض السينمائي الكبير هي فقرة سينمائية تبث بعد الظهر، أطلقت في نوفمبر 2004.[15]
- جيتكس كانت فقرة تبث البرامج  من مكتبة سابان / مارفل التي عقدتها أي بي سي فاميلي ورلدوايد و حيث البرامج الأصلية الإضافية للقناة قد أطلقت في 14 فبراير 2004 مع فقرة تستمر ل 12 ساعة من البرامج  الأسبوعية.[5][6][16]
- العالم السحري من تونز كانت فقرة  تون ديزني  الرئيسية حيث انطلقت مع إطلاق القناة. تعرض الفقرة العديد من البرامج خلال الأسبوع من القصائر  مسلسلات  شخصيات ديزني مثل ميكي، بطوط، تيمون وبومبا، هرقل، علاء الدين، داني المهضوم  والفلفل آن. وكانت نهاية الأسبوع في الفقرة تتكون من ميزات الرسوم المتحركة، ومعظمها من تلك التي تم إنشاؤها لسوق الفيديو المنزلية، مثل عودة جعفر، فضلا عن بعض الإصدارات المسرحية بما في ذلك مغامرات بندق، أليس في بلاد العجائب و الشجاعة الصغيرة توستر. (1998-2001-)[1][17]
- ساعة قوة الأميرة (Princess Power Hour)  كانت فقرة  تضم أميرات  ديزني ك ياسمين واريل في عرض حلقاتعلاء الدين وحورية البحر. (2000-[17])
- تشيلين مع الأشرار كان يعرض  كل أحد مع مارثون صغير يضم الأشرار. (2000--[17])
- التون العظيم في نهاية الأسبوع(GTW) كان يبث في عطلة نهاية الأسبوع بعد الظهر في  يوم السبت والأحد ابتداء من الساعة السابعة صباحا من البرامج يوميا ابتداء من 27 يناير 2007. بدأت GTW مع  عرض فيلم مدته ساعتين تحت شعار «العرض السينمائي الكبيلر» تليها خمس ساعات من الحلقات البرامج الأصلية  بما فيها: علاء الدين، تيمون وبومبا، بظ يطير و قيادة الكوكب، مدرسة الإمبراطور الجديدة وليلو وستيتش.[12]
- هانغين مع الأبطال بدأت في يناير كانون الثاني عام 2002 كان فقرة تبث في  عطلة نهاية الأسبوع حيث  تستمر  من ساعتين بعرض علاء الدين، هرقل والكراغل.[2]

## الإصدارات الدولية
| السوق                    | النوع         | تاريخ الإطلاق  | استبدلت ب       | تاريخ الاستبدال |
| ------------------------ | ------------- | -------------- | --------------- | --------------- |
| الولايات المتحدة         | قناة          | 18 أبريل 1998  | ديزني اكس دي    | 13 فبراير 2009  |
| اليابان                  | قناة          | ديسمبر 2005    | ديزني اكس دي    | 9 أغسطس 2009    |
| المملكة المتحدة وأيرلندا | قناة          | 29 سبتمبر 2000 | ديزني سينماجيك  | 16 مارس 2006    |
| الهند                    | قناة          | 17 ديسمبر 2004 | ديزني اكس دي    | 12 نوفمبر 2009  |
| فيتنام                   | فقرة على HTV7 | فبراير 2007    |                 |                 |
| فرنسا                    | قناة          | 2002           | بلا             | 4 سبتمبر 2007   |
| ألمانيا                  | قناة          | نوفمبر 2004    | بلا             | 4 يوليو 2009    |
| ألمانيا                  | +1 قناة       | 2004           | ديزني اكس دي +1 | 18 أبريل 2010   |
| إيطاليا                  | قناة          | 2004           | بلا             | 2011            |
| إيطاليا                  | +1 قناة زمنية | 2009           | بلا             | 2011            |
| إسكندنافيا               | قناة          | 2005           | ديزني اكس دي    | 9 سبتمبر 2009   |
| اسبانيا                  | قناة          | بلا            | ديزني اكس دي    | 30 يونيو 2008   |

## وصلات إضافية
- Beck، Jerry (17 مارس 2014). "The Launch of Toon Disney". CartoonResearch.com. مؤرشف من الأصل في 2019-11-01. - ويشمل برنامج إطلاق تون ديزني الذي يحتوي على دليل البرامج في الأسبوع الأول